# 조병렬
조병렬(趙炳烈, 일본식 이름: 嘉川久士가가와 히사시, 1872년 1월 5일 ~ ?)은 대한제국과 일제강점기의 관료로, 본적은 경성부 돈의정이다.

## 생애
1907년부터 1909년까지 경기도 군주사를 역임했으며 경기도 내무부 도서기(1910년)와 경기도 음죽군 서기(1911년 ~ 1912년), 경기도 양지군 서기(1913년), 경기도 시흥군 서기(1914년 ~ 1917년), 경기도 안성군 서기(1918년)로 근무했다. 1912년 8월 1일 일본 정부로부터 한국 병합 기념장을 받았고 1920년과 1927년 경기도 민선 도평의회원으로 선출되었다. 1928년 11월 16일 일본 정부로부터 쇼와 대례 기념장을 받았다.
국민협회 평의원(1921년)과 상의원(1939년 ~ 1941년), 동민회 평의원(1929년 ~ 1933년)과 상임이사(1940년), 경학원 및 명륜학원 강사(1941년 ~ 1944년), 조선유도연합회 참사(1941년), 조선임전보국단 발기인(1941년 10월), 국민총력조선연맹 참사(1942년 ~ 1944년)를 역임하는 등 각종 친일단체에서 활동했다. 민족문제연구소의 친일인명사전 수록자 명단의 친일단체 부문, 친일반민족행위진상규명위원회가 발표한 친일반민족행위 705인 명단에 포함되었다.

## 참고자료
- 친일반민족행위진상규명위원회 (2009). 〈조병렬〉. 《친일반민족행위진상규명 보고서 Ⅳ-16》. 서울. 810~830쪽.